# 清化郡
清化郡，中国隋朝时设置的郡。
大业三年（607年），实行郡制，改巴州设置清化郡。治所在化成县（今四川省巴中市巴州区）。下辖十四县：化成县、曾口县、清化县、盘道县、永穆县、归仁县、始宁县、其章县、恩阳县、长池县、符阳县、白石县、安固县、伏虞县。唐朝武德元年（618年），恢复清化郡为巴州。天宝元年（742年），实行郡制，再改巴州为清化郡，属于山南道。下辖化城县、归仁县、其章县、恩阳县、盘道县（今四川省南江县凉水乡）、清化县（今四川省南江县和平乡）、曾口县（今巴中市巴州区曾口镇）、始宁县（今巴中市巴州区水宁寺镇水宁寺）、七盘县（今巴中市巴州区花丛镇七盘山）、大牟县（今南江县黑潭乡）。乾元元年（758年），恢复州制，再改为巴州。
唐朝清化郡太守
- 窦详（天宝年间）
- 魏哲（天宝年间）